# Хуторской (Ростовская область)
Хуторской — хутор в Зимовниковском районе Ростовской области. Административный центр Кировского сельского поселения.

## География
Хутор расположен на востоке Зимовниковского района в пределах Ергенинской возвышенности, являющейся частью Восточно-Европейской равнины, на правом берегу реки Большой Гашун. Средняя высота над уровнем моря - 89 м. Рельеф местности холмисто-равнинный.
По автомобильной дороге расстояние до Ростова-на-Дону составляет 350 км, до ближайшего города Волгодонск - 110 км, до районного центра посёлка Зимовники - 58 км. У хутора проходит региональная автодорога Зимовники - Ремонтное - Элиста. 

### Климат
Климат умеренный континентальный (согласно классификации климатов Кёппена-Гейгера - Dfa). Среднегодовая температура воздуха положительная и составляет +9,3 °C, средняя температура самого холодного месяца января -4,9 °C, самого жаркого месяца июля +24,1 °C. Расчётная многолетняя норма осадков - 391 мм. Наименьшее количество осадков выпадает в марте (норма - 24 мм), наибольшее в июне (46 мм).

### Улицы
| - ул. Луговая, - ул. Магистральная, - ул. Мира, - ул. Молодёжная, - ул. Набережная, - ул. Рабочая, - ул. Северная, | - ул. Спортивная, - ул. Стадионная, - ул. Степная, - ул. Строительная, - ул. Школьная, - ул. Южная. |

## История
В 1870-90 годы 19 столетия началось интенсивное освоение сальских степей, начали возникать мелкие поселения вокруг Хуторской балки. Первые поселенцы прибыли с Украины и Центральной России. По правому берегу балки селились калмыки, новые поселенцы из Сибири обосновали хуторок севернее, получивший название Малый хутор. К 1870 году  эти три части срослись и стали называться одним названием – село Хуторское.
Согласно Алфавитному списку населённых мест Области войска Донского 1915 года во временном поселении Хуторском, на войсковом участке № 6, имелось 99 дворов, проживало 370 душ мужского и 368 женского пола
В результате Гражданской войны и переселения на территорию образованной в 1920 году Калмыцкой АО национальный состав поселения резко изменился. Согласно первой Всесоюзной переписи населения 1926 года население хутора Хуторская составило 845 человек, из них великороссов - 686, украинцев - 148. Калмыки в хуторе не проживали. На момент переписи хутор входил в состав Курячанского сельсовета Зимовниковского района Сальского округа Северо-Кавказского края.
К 1930 году крестьянские хозяйства объединяются в крупные хозяйства. В 1932 году образовался новый колхоз, который стал называться "Трудовой скотовод". В том же году к северу от хутора был заложен новый овцесовхоз № 18, на месте нынешней центральной усадьбы было поставлено 12 домиков, открыта начальная школа. В 1936 году школа стала семилетней. 
К началу войны 1941 года в совхозе насчитывалось 25 тысяч овец. В то время в совхозе было 15 тракторов, 3 молотилки.
С началом Великой Отечественной войны на фронт ушло более 300 человек. В июле 1942 года началась эвакуация. Хутор был оккупирован в августе 1942 года, освобождён 1 января 1943 года.
В 1950 году было проведено укрупнение мелких колхозов. Колхозы "Трудовой скотовод" и "Верный скотовод" объединились в колхоз "Победа". Летом 1956 года на базе колхозов "Победа", имени Вл. Ильича, имени Долгополова был образован совхоз "Восточный". Но вскоре совхоз "Восточный" был ликвидирован и колхоз "Победа" вошел в состав совхоза №18.
В 1960-70-е активно развивается социальная инфраструктура хутора. В 1960 году вводится в эксплуатацию здание сельского дома культуры. В 1966 году местная школа получила статус средней. В 1973 году открылось новое здание школы.
В 1987 году Овцесовхоз №18 Зимовниковского района Ростовской области переименован в совхоз «Прогресс» с 18.06 1987 года. В 1990 году совхоз «Прогресс» переименован в Государственный племенной завод "Прогресс". В 1998 году ГПЗ «Прогресс» приобретает статус федерального государственного унитарного предприятия «Племенной завод «Прогресс».В 2005 году ФГПУ ПЗ "Прогресс" преобразован в открытое акционерное общество "Племенной завод "Прогресс".

## Население
Динамика численности населения
| 1915 | 1926 | 2002 |
| ---- | ---- | ---- |
| 738  | 845  | 1149 |

| 2010 |
| ---- |
| 985  |